# Rāmnagar, Varanasi
Rāmnagar är en ort i Indien.   Den ligger i distriktet Varanasi och delstaten Uttar Pradesh, i den centrala delen av landet, 700 km sydost om huvudstaden New Delhi. Rāmnagar ligger 84 meter över havet och antalet invånare är 44 277.
Terrängen runt Rāmnagar är mycket platt. Runt Rāmnagar är det mycket tätbefolkat, med 1 056 invånare per kvadratkilometer. Närmaste större samhälle är Varanasi, 5,6 km norr om Rāmnagar. Trakten runt Rāmnagar består till största delen av jordbruksmark.